# Мария-ла-Баха
Мария-ла-Баха (исп. María La Baja) — город и муниципалитет на севере Колумбии, на территории департамента Боливар.

## История
Поселение, из которого позднее вырос город, было основано 8 декабря 1535 года Алонсо де Эредией (Alonso de Heredia).

## Географическое положение

Муниципалитет Мария-ла-Баха

Город расположен в северо-западной части департамента, у подножия западного склона горного хребта Мария, к юго-востоку от лагуны Мария-ла-Баха, на расстоянии приблизительно 45 километров к юго-востоку от города Картахена, административного центра департамента. Абсолютная высота — 37 метров над уровнем моря.
Муниципалитет Мария-ла-Баха граничит на севере с территорией муниципалитета Архона, на северо-востоке — с муниципалитетом Маатес, на востоке — с муниципалитетом Сан-Хуан-Непомусено, на юго-востоке — с муниципалитетом Сан-Хасинто, на юге — с муниципалитетом Эль-Кармен-де-Боливар, на юго-западе и западе — с территорией департамента Сукре. Площадь муниципалитета составляет 547 км².

## Население
По данным Национального административного департамента статистики Колумбии, совокупная численность населения города и муниципалитета в 2015 году составляла 48 079 человек.
Динамика численности населения муниципалитета по годам:
| 2005   | 2006   | 2007   | 2008   | 2009   | 2010   | 2011   | 2012   | 2013   | 2014   | 2015   |
| ------ | ------ | ------ | ------ | ------ | ------ | ------ | ------ | ------ | ------ | ------ |
| 45 395 | 45 517 | 45 712 | 45 949 | 46 194 | 46 477 | 46 776 | 47 089 | 47 410 | 47 749 | 48 079 |

Согласно данным переписи 2005 года мужчины составляли 52,1 % от населения Мария-ла-Бахи, женщины — соответственно 47,9 %. В расовом отношении негры, мулаты и райсальцы составляли 97,4 % от населения города; белые и метисы — 2,4 %; индейцы — 0,2 %.
Уровень грамотности среди всего населения составлял 76,8 %.

## Экономика
Основу экономики Мария-ла-Бахи составляет сельское хозяйство.

61,5 % от общего числа городских и муниципальных предприятий составляют предприятия торговой сферы, 23,1 % — промышленные предприятия, 15,2 % — предприятия сферы обслуживания, 0,2 % — предприятия иных отраслей экономики.